# Вильгельм Шлезвиг-Гольштейн-Зондербург-Глюксбургский
Вильгельм Шлезвиг-Гольштейн-Зондербург-Глюксбургский (нем. Wilhelm von Schleswig-Holstein-Sonderburg-Glücksburg; 10 апреля 1816, Готторп, Шлезвиг-Гольштейн — 5 сентября 1893, Фреденсборг, Дания) —  австрийский лейтенант-фельдмаршал. Третий сын Фридриха Вильгельма Шлезвиг-Гольштейн-Зондербург-Глюксбургского. Андреевский кавалер (18663).

## Биография
Вильгельм родился во дворце Готторп, 10 апреля 1816 года. Он был пятым рёбенком и третьим сыном герцога Фридриха Вильгельма Шлезвиг-Гольштейн-Зондербург-Глюксбургского (1785—1831) и его жены Луизы Каролины Гессен-Кассельской (1789—1867), а также старшим братом будущего короля Дании Кристиана IX (1818—1906).
Изначально, отец Вильгельма был главой герцогского дома Шлезвиг-Гольштейн-Зондербург-Бек, отдаленной и незначительной ветви дома Ольденбургов, которая ведет свое происхождение от герцога Иоганна Датского (1545—1622), младшего сына короля Дании и Норвегии Кристиана III. Отцу Вильгельма датский король Фредерик VI, передал во владение замок Глюксбург в 1825 году, и с тех пор род стал известен, как Шлезвиг-Гольштейн-Зондербург-Глюксбург.
После окончания учёбы, он вступил в ряды Австрийской императорской армии. Он служил вторым капитаном 9-го гусарского полка. 27 мая 1839 года был переведен в 1-й драгунский полк, но уже 1 сентября того же года был возвращён обратно в 9-гусарский. 27 января 1843 года, Вильгельм получил звание майора, а 26 апреля 1849 года был повышен до подполковника 8-го Кирасирского полка.
Принц принимал участие Австро-итальянской войне в 1848 году, в частности, битве при Кустоце, битве при Вольте, а также штурме Милана.
Император Франц Иосиф I высоко ценил принца, и наградил его орденом Святого Стефана при увольнении с военной службы в 1872 году. Последние 19 лет он провел в Дании со своим братом Иоганном (1825—1911).
Вильгельм умер 5 сентября 1893 года. Он никогда не был женат и не имел детей. Он был похоронен в Соборе Роскилле.